# Battaglia di Stainmore
La battaglia di Stainmore fu uno scontro combattuto probabilmente tra il Regno di Bernicia guidato da Osulf e le forze dell'ultimo re norreno di Jórvík (York), Erik I di Norvegia.

## La morte di Eric
Le fonti sulla morte di Eric I di Norvegia sono discordanti fra loro. Lo storico inglese medievale Simeone di Durham e Ruggero di Wendover affermano che sia morto semplicemente in esilio.
Nelle saghe norrene (Fagrskinna, Heimskringla e Orkneyinga) affermano che Eric morì in battaglia su suolo inglese, mentre secondo la Ágrip af Nóregskonungasögum e l'Historia Norvegiæ sostengono che sia in morto durante un'incursione in Spagna.
Secondo Frank Stenton la battaglia terminò con l'uccisione di Eric da parte di Maccus, figlio di Olaf, con lo scioglimento del regno di Jórvík da parte di re Edredo d'Inghilterra e con l'integrazione dei suoi territori in quelli di Bamburgh come Contea di Northumbria.